# Lijst van wachtposten aan de spoorlijn Almelo - Salzbergen
Dit is een onvolledige numeriek oplopende Lijst van wachtposten aan de Spoorlijn Almelo - Salzbergen. Een wachtpost was een huisje waarin de baanwachter woonde. Hij of zij opende en sloot de overwegbomen wanneer er een trein passeerde.
Alle huisjes werden omstreeks 1865 naar een standaardontwerp door de Spoorwegmaatschappij Almelo-Salzbergen gebouwd.
Rond 1950 werden veel huisjes gesloopt omdat ze hun oude functie verloren.
Wanneer er achter de straatnaam een asterisk staat, wil dat zeggen dat de overgang niet meer bestaat. Bij een aantal huisjes staat de straatnaam aangegeven, die in de buurt van de oude overweg ligt.
| Wachtpost | Straat                                   | Plaats     | Bouwjaar | Sloopjaar          | Extra informatie | Coördinaten                   | Afbeelding |
| --------- | ---------------------------------------- | ---------- | -------- | ------------------ | --- | ----------------------------- | ---------- |
| 2         | Wierdensestraat*                         | Almelo     | 1865     | Onbekend           | Bij km 1.0. De overgang is rond 1975 vervangen door een tunnel 70 meter naar het zuiden. | 52° 21' 17" NB, 6° 39' 32" OL |            |
| 3         | Burgemeester Raveslootsingel-Ambtstraat* | Almelo     | 1865     | Onbekend (na 1966) | Bij km 1.585. NVBS negatief NEG101093-219-08 toont de woning met op de achtergrond de overweg in de Veldkampsweg op km 1.44. Nu een ongelijkvloerse kruising over verdiept spoor.                                                           | 52° 21' 5" NB, 6° 39' 34" OL  |            |
| 4         | Anjelierstraat/Hagedoornstraat*          | Almelo     | 1865     | Onbekend (na 1966) | Bij km 2.16. NVBS negatief NEG101093-219-05 toont wachtpost 4 bij de overweg in de Violierstraat (op km 2.07) en woning 4 op 2.16. Nu een ongelijkvloerse kruising over verdiept spoor.                                                     | 52° 20' 42" NB, 6° 39' 41" OL |            |
| 5         | Rietstraat                               | Almelo     | 1865     | Onbekend           | Bij km 2.7. Vanaf 1926 ligt hier ook halte/Station Almelo de Riet | 52° 20' 31" NB, 6° 40' 1" OL  |            |
| 6         | Oude Deldenseweg-Deldensestraat*         | Almelo     | 1865     | Onbekend           | Bij km 3.8 | 52° 20' 9" NB, 6° 40' 44" OL  |            |
| 7         | Tusveld (voorheen Bavinkelsweg)          | Almelo     | 1865     | Onbekend           | Bij km 4.6. | 52° 19' 50" NB, 6° 41' 18" OL |            |
| 8         | Zeilkerweg                               | Zenderen   | 1865     | Onbekend (na 1960) | Bij km 5.7. NVBS negatief NEG101093-100-36 toont WP-8 op de achtergrond | 52° 19' 27" NB, 6° 42' 0" OL  |            |
| 9         | Lidwinaweg*                              | Zenderen   | 1865     | Onbekend           | Bij km 7.1. Hier was ook Stopplaats Zenderen | 52° 19' 0" NB, 6° 43' 1" OL   |            |
| 10        | Sandmansweg*                             | Zenderen   | 1865     | Onbekend (na 1966) | Bij km 8.4. NVBS negatief NEG101093-219-02-100-36 toont WP-10 | 52° 18' 34" NB, 6° 43' 54" OL |            |
| 11        | Bornerbroeksestraat                      | Borne      | 1865     | Onbekend           | Bij km 9.6, net voor station Borne | 52° 18' 9" NB, 6° 44' 38" OL  |            |
| 12        | Deldensestraat                           | Borne      | 1865     | Onbekend           | Bij km 10.3, net voorbij station Borne | 52° 17' 50" NB, 6° 44' 59" OL |            |
| 13        | Burenweg-Woolderweg*                     | Borne      | 1865     | Onbekend           | Bij km 11.1 | 52° 17' 27" NB, 6° 45' 24" OL |            |
| 14        | Westermaatsweg*                          | Hengelo    | 1865     | Onbekend           | Bij km 12.3 | 52° 16' 54" NB, 6° 45' 57" OL |            |
| 15        | Grobbenweg*                              | Hengelo    | 1865     | Onbekend           | Bij km 13.4. Heeft bij aanleg van de lijn waarschijnlijk bij de overweg gestaan. Die is vervangen door een tunnel 50 meter naar het noorden die de Grobbenweg verbindt met de Eggerinksweg                                                  | 52° 16' 24" NB, 6° 46' 26" OL |            |
| 16        | Deldenerstraat*                          | Hengelo    | 1865     | Onbekend           | Bij km 14.3. Op kaart 1903-1924. Heeft bij aanleg van de lijn waarschijnlijk bij de overweg gestaan. Die is ~1900 vervangen door een viaduct over de weg doordat het Tweede Station Hengelo verhoogd werd aangelegd.                        | 52° 15' 57" NB, 6° 46' 51" OL |            |
| 20        | Tapuitstraat-Beethovenlaan*              | Hengelo    | 1865     | Onbekend           | Bij km 16.7. Op kaart sinds 1898, vanaf 1908 ingetekend noordelijk van de spoorlijn. Hier ligt nu een viaduct over de Beethovenlaan | 52° 15' 54" NB, 6° 48' 35" OL |            |
| 21        | Klinkeweg (overgang naar een weiland)    | Hengelo    | 1865     | Onbekend           | Bij km 18.0. Op kaart sind 1903, vanaf 1905 ingetekend noordelijk van de spoorlijn. Overweg was vermoedelijk van de Klinkeweg | 52° 16' 18" NB, 6° 49' 36" OL |            |
| 22        | Pallastweg                               | Deurningen | 1865     | Onbekend           | Bij km 19.1. Op kaart sind 1903, vanaf 1905 ingetekend noordelijk van de spoorlijn. | 52° 16' 36" NB, 6° 50' 29" OL |            |
| 23        | Vliegveldstraat (voorheen Weerseloseweg) | Deurningen | 1865     | Onbekend (na 1960) | Bij km 20.3. NVBS negatief NEG101093-099-17 toont de woning | 52° 16' 54" NB, 6° 51' 27" OL |            |
| 24        | Onbekend*                                | Deurningen | 1865     | Onbekend           | Bij km 21.2. Het wegenpatroon is hier ingrijpend gewijzigd. Deze overgang is verdwenen, maar 400 meter oostelijk is een overgang over de Oude Postweg gekomen.                                                                              | 52° 16' 54" NB, 6° 51' 27" OL |            |
| 25        | Oude Postweg (zandpad)*                  | Deurningen | 1865     | Onbekend           | Bij km 22.3 | 52° 17' 32" NB, 6° 53' 12" OL |            |
| 26-26A    | Heideweg-Kampenstraat                    | Oldenzaal  | 1865     | Onbekend (na 1960) | Bij km 23.8. NVBS negatief NEG101093-099-17 toont de woningen | 52° 17' 53" NB, 6° 54' 7" OL  |            |
| 27        | Visschedijkweg                           | Oldenzaal  | 1865     | Onbekend           | Bij km 24.9 Op kaart 1903/1904 | 52° 18' 8" NB, 6° 54' 54" OL  |            |
| 28        | Onbekend/Spoorstraat*                    | Oldenzaal  | 1865     | Onbekend           | Bij km 25.9 Op kaart 1903/1904. Het is onduidelijk of hier een overweg was. Op de kaarten staat al aanduiding 'Poort'. De Spoorstraat gaat nu onder de spoorweg door.                                                                       | 52° 18' 22" NB, 6° 55' 49" OL |            |
| 29        | Landrebenlaan-Boerskottenlaan*           | Oldenzaal  | 1865     | Onbekend           | Bij km 26.6. Topografische kaart laat wel een overgang zien, maar geen wachtpost |                               |            |
| 30        | Koppelboerweg-Harinkweg                  | De Lutte   | 1865     | Onbekend           | Bij km 27.3. Op kaart 1906-1965 noordelijk van de spoorlijn. | 52° 18' 25" NB, 6° 56' 59" OL |            |
| 31        | zandpad (bij Koppelboerweg-Harinkweg)*   | De Lutte   | 1865     | Onbekend           | Bij km 27.8. Op kaart 1906-1954 zuidelijk van de spoorlijn. | 52° 18' 21" NB, 6° 57' 30" OL |            |
| 32        | Rhododendronlaan-Stadsweg                | De Lutte   | 1865     | 2006               | Bij km 28.4. Op kaart vanaf 1906 noordelijk van de spoorlijn. | 52° 18' 19" NB, 6° 57' 57" OL |            |
| 33        | Farwickweg                               | De Lutte   | 1865     | Onbekend           | Bij km 29.0. Op kaart 1906-1954 zuidelijk van de spoorlijn. | 52° 18' 20" NB, 6° 58' 30" OL |            |
| 34        | Lossersestraat                           | De Lutte   | 1865     | Onbekend           | Bij km 30.1. Op kaart 1906-1954 zuidelijk van de spoorlijn. | 52° 18' 26" NB, 6° 59' 28" OL |            |
| 35        | Molenveldpad-Poortbultenweg*             | De Lutte   | 1865     | Onbekend           | Bij km 30.8. Op kaart 1906-1934 noordelijk van de spoorlijn. | 52° 18' 28" NB, 7° 0' 5" OL   |            |
| 36        | Lossersedijk*                            | De Lutte   | 1865     | Onbekend           | Bij km 31.8. Op kaart 1906-1954 noordelijk van de spoorlijn. | 52° 18' 30" NB, 7° 0' 56" OL  |            |
| 37        | Bentheimerstraat                         | De Lutte   | 1865     | Onbekend           | Bij km 32.7. Op kaart 1906-1965 noordelijk van de spoorlijn. NVBS negatief NEG101093-194-19 (1960) toont wachtpost. Woning stond noordelijk van de spoorlijn en is dan al weg. De overweg is ongeveer 100 meter naar het oosten verschoven. | 52° 18' 32" NB, 7° 1' 48" OL  |            |